# 18—19-я линии Васильевского острова
18—19-я ли́нии Васи́льевского о́строва — улица в Василеостровском районе Санкт-Петербурга. Проходит от набережной Лейтенанта Шмидта до Малого проспекта Васильевского острова.

## История
В начале XVIII века многие проезды Санкт-Петербурга назывались линиями, поскольку имели один ряд (одну линию) домов. В основном это были набережные рек и каналов. В «Описаниях российского императорского города Санкт-Петербурга» немецкий путешественник И. Г. Георги пишет: «Каждая из сих улиц разделяется в середине небольшими досками обкладенным каналом на две улицы; ряд домов в каждой из таких улиц называется линиею, в коих в каждой улице по две.» Первое упоминание линий на Васильевском острове относятся к 1710-м годам. По указу от 26 апреля 1767 года каналы были засыпаны, и получились обыкновенные проезды, однако стороны одной улицы сохранили разные номерные названия.

## Достопримечательности

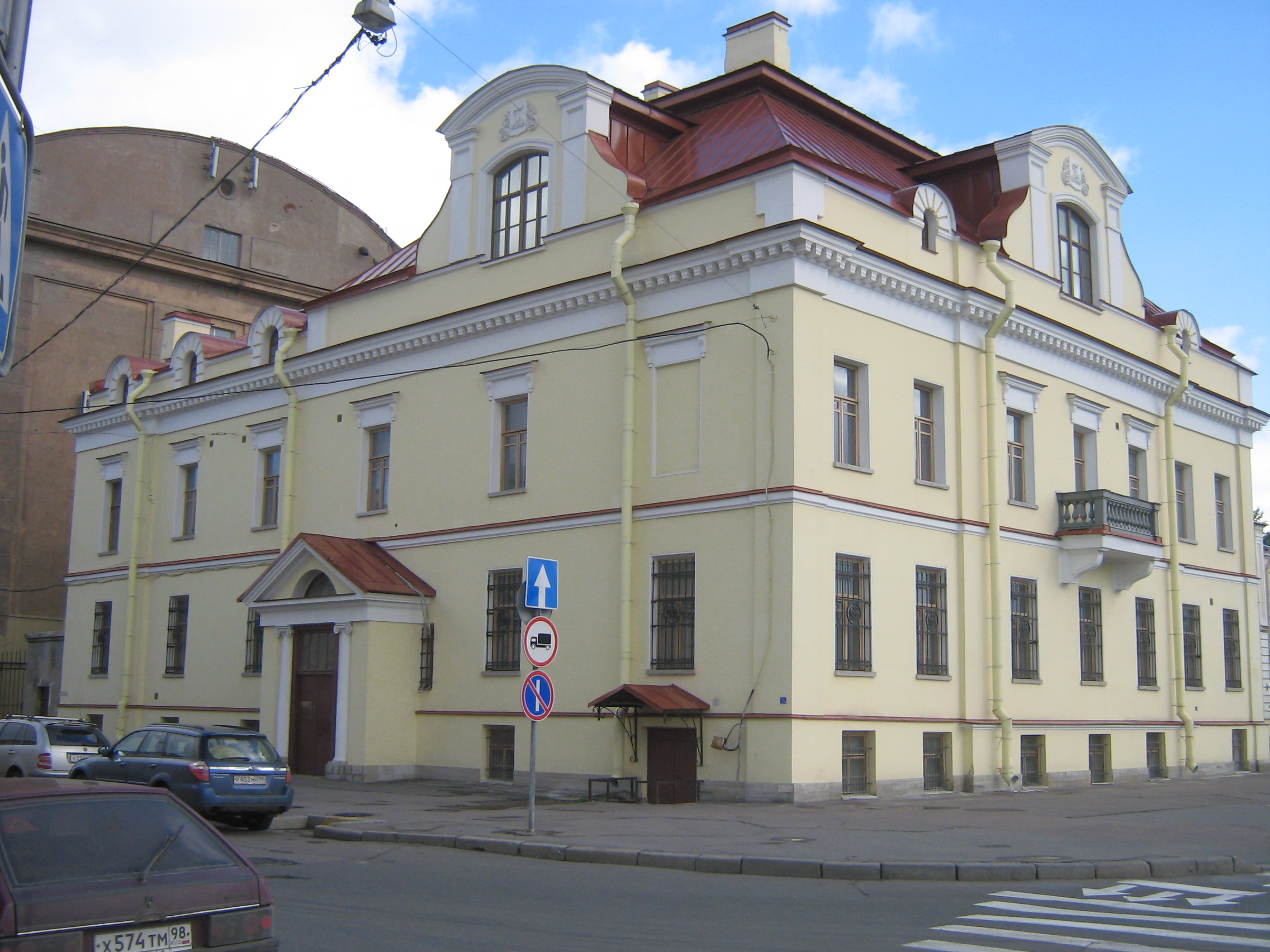
Государственный музей-институт семьи Рерихов

### 18-я линия
- Дом № 1 — государственный музей-институт семьи Рерихов.
- Часовня святого Спиридона Тримифунтского.
- Дом № 9, литера А — доходный дом Н. П. Карабасникова акционерного общества «Строитель», 1905—1906 гг., стиль модерн, арх. Александр Хренов, инж. Александр Тилинский. В 2023 году включен в реестр объектов культурного наследия. Николай Павлович Карабасников был купцом 2-й гильдии, занимался книготорговлей и издательской деятельностью. В 1906 года готовое здание было продано инженеру Григорию Абрамовичу Бернштейну, владельцу лесопильного и столярного завода акционерного общества «Строитель». До 1917 года одним из владельцев дома также был Великий князь Кирилл Владимирович. С 1915 по 1924 год в квартире № 22 жил художник Кузьма Петров-Водкин[3]. Также в доме жили архитектор Артур Грубе (кв. 8), учёный-химик Михаил Вревский[4][5][6].
- Дом № 23 — доходный дом Г. Э. и Э. Э. Арнгольдов, арх. Шауб В. В., 1911—1912[7].
- Дом 31 — Здание американского Товарищества пневматических машин — Здание завода "Пневматика", построено в 1910 году архитектором фон Витте О. О..

### 19-я линия
- Дом 14 / Большой пр. В.О., д. 54 — доходный дом Х. Г. Борхова, 1911—1912, проект архитектора Александра Барановского[8]. Х. Г. Борхов был владельцем строительной конторы и асфальтово-железобетонного завода. В 1913—1916 годах в части дома по 19-й линии в уровне первого этажа располагался кинематограф С. Егорова. С 1912 года в доме жил историк и палеограф В. Н. Бенешевич[9].
- Всероссийский научно-исследовательский геологический институт им. А. П. Карпинского.
- Музей электрического транспорта Санкт-Петербурга
- Дом 75 — здание, перестроенное по проекту Николая Беккера в 1876 году на основе более раннего дома.